# Compañía Ibérica Refinadora de Petróleos
La Compañía Ibérica Refinadora de Petróleos (PETROLIBER) fue una empresa española del sector petroquímico cuya actividad se centró en la fabricación de hidrocarburos y lubricantes. Estuvo a cargo de la refinería de La Coruña y del suministro de productos derivados del petróleo al noroeste de España.

## Historia
La compañía se constituyó el 21 de julio de 1961 como una empresa mixto público-privada, teniendo el Estado una participación mayoritaria en su accionariado: el Ministerio de Hacienda poseía un 52%. También había una presencia importante del capital norteamericano: la Marathon Oil Company poseía un 24%. En el mismo año de su fundación el Estado autorizó a PETROLIBER ―asociada con Marathon Oil― la construcción de una refinería petrolífera en La Coruña, cuyas obras se iniciaron en 1962. Las instalaciones fueron inauguradas en septiembre de 1964 y prestaron servicio principalmente a la zona noroeste de España. En 1981, en el contexto que siguió a la segunda crisis del petróleo, la empresa se integró en la órbita del recién creado Instituto Nacional de Hidrocarburos. Para entonces contaba con una plantilla de 806 trabajadores. En 1985 se acordó la fusión de PETROLIBER con la Empresa Nacional de Petróleos, que absorbió a la primera.